# Weissia contermina
Weissia contermina är en bladmossart som beskrevs av Mitten 1869. Weissia contermina ingår i släktet krusmossor, och familjen Pottiaceae. Inga underarter finns listade i Catalogue of Life.